# Generació Alfa
| Generacions |
| --- |
| |
| Generació perduda Gran generació Generació silenciosa Baby boomers Generació X Generació Y Generació Z Generació Alfa |
| |

La generació Alfa (per la lletra grega Alfa), també anomenada generació tecnològica o tàctil, és el conjunt demogràfic que segueix a la generació Z o postmillennial. Aquesta generació neix entorn l'any 2011 i té una previsió de finalització en l'any 2025, molts membres de la generació Alfa són fills dels millennials i la següent, seguiria amb l'alfabet grec essent la generació Beta.

## Etimologia
L'elecció de generació Alfa va ser degut a un cop es va acabar les lletres de l'alfabet llatí, després de la designació de la Generació Z. Un cop acabada, es va optar per començar de nou fent servir l'alfabet grec, amb la primera de les seves lletres, l'Alfa, tot seguint el mateix sistema de nomenclatura que els huracans. El terme generació tàctil té el seu origen en les tecnologies amb pantalla tàctil. Va ser designat l'any 2012 per anomenar a la generació que en aquest moment estava en ple desenvolupament educatiu i d'aquesta manera poder veure en què es diferencia d'altres generacions i quins reptes enfronten els sistemes educatius a l'hora de formar-los.
Malgrat la designació, no hi ha consens sobre les dates, sobretot la final, que és pura especulació. Segons el politòleg i professor de Ciències Polítiques per la Universitat Autònoma de Barcelona Oriol Bartomeus, les darreres dècades hi ha hagut una pressió, o una "carrera" per crear noves generacions: «hi ha moltes ganes que neixin noves generacions. Llavors, qualsevol motiu ja sembla suficient perquè en neixi una de nova. Des d'un punt de vista estrictament científic, que és molt menys sexy que els punts de vista publicitaris, no. Agafem-nos-ho amb calma."

## Demografia

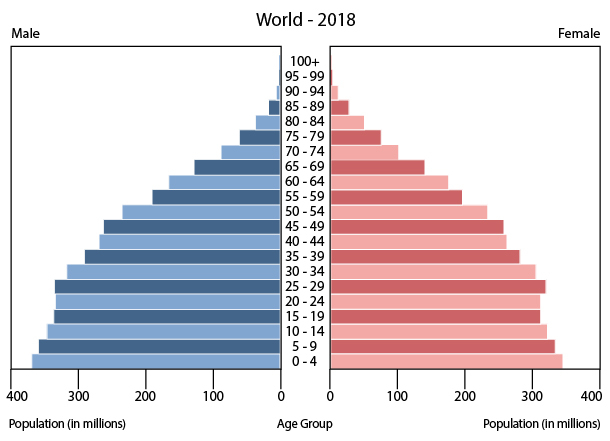
Piràmide de població del món (2018)

A partir del 2015, hi havia uns dos milions i mig de persones nascudes cada setmana a tot el món; s'espera que la generació alfa arribi als dos mil milions el 2025. Per a la seva comparació, les Nacions Unides va estimar que la població humana era d'uns 7.800 milions el 2020, enfront dels 2.500 milions del 1950. Aproximadament les tres quartes parts de totes les persones resideixen a Àfrica i Àsia el 2020. De fet, la major part del creixement de la població humana prové d'aquests dos continents, ja que les nacions d'Europa i Amèrica del Nord, tendeixen a tenir pocs fills per substituir-se.
El 2018 va ser la primera vegada que el nombre de persones majors de 65 anys (705 milions) va superar les compreses entre els zero i els quatre anys (680 milions). En altres paraules, aquest va ser el primer any en què hi va haver més avis que nets. Si es mantenen les tendències actuals, la proporció entre aquests dos grups d'edat superarà els dos el 2050. Les taxes de fertilitat han anat disminuint a tot el món gràcies a l'augment del nivell de vida, a un major accés als anticonceptius i a la millora de les oportunitats educatives i econòmiques. La taxa mitjana de fecunditat mundial el 1950 va ser de 4,7, però va baixar a 2,4 el 2017. Tot i això, aquesta mitjana emmascara l'enorme variació entre països. El Níger té la taxa de fecunditat més alta del món (7,1), mentre que Xipre en té una de les més baixes (1,0). En general, els països més desenvolupats, inclosa gran part d'Europa, els Estats Units, Corea del Sud i Austràlia, solen tenir taxes de fertilitat més baixes. Les persones d'aquests llocs solen tenir fills més tard i menys. No obstant això, les enquestes dutes a terme a les economies desenvolupades suggereixen que la mida desitjada de les famílies de les dones tendeix a ser superior a la seva fertilitat completa. Els salaris estancats i l'erosió dels programes de benestar són els factors que contribueixen. Tot i que alguns països, com Suècia i Singapur, han intentat incentius diversos per augmentar les seves taxes de fecunditat, aquestes polítiques no han tingut un èxit especial. A més, les taxes de natalitat després de la pandèmia mundial COVID-19 podrien baixar significativament a causa de la recessió econòmica.

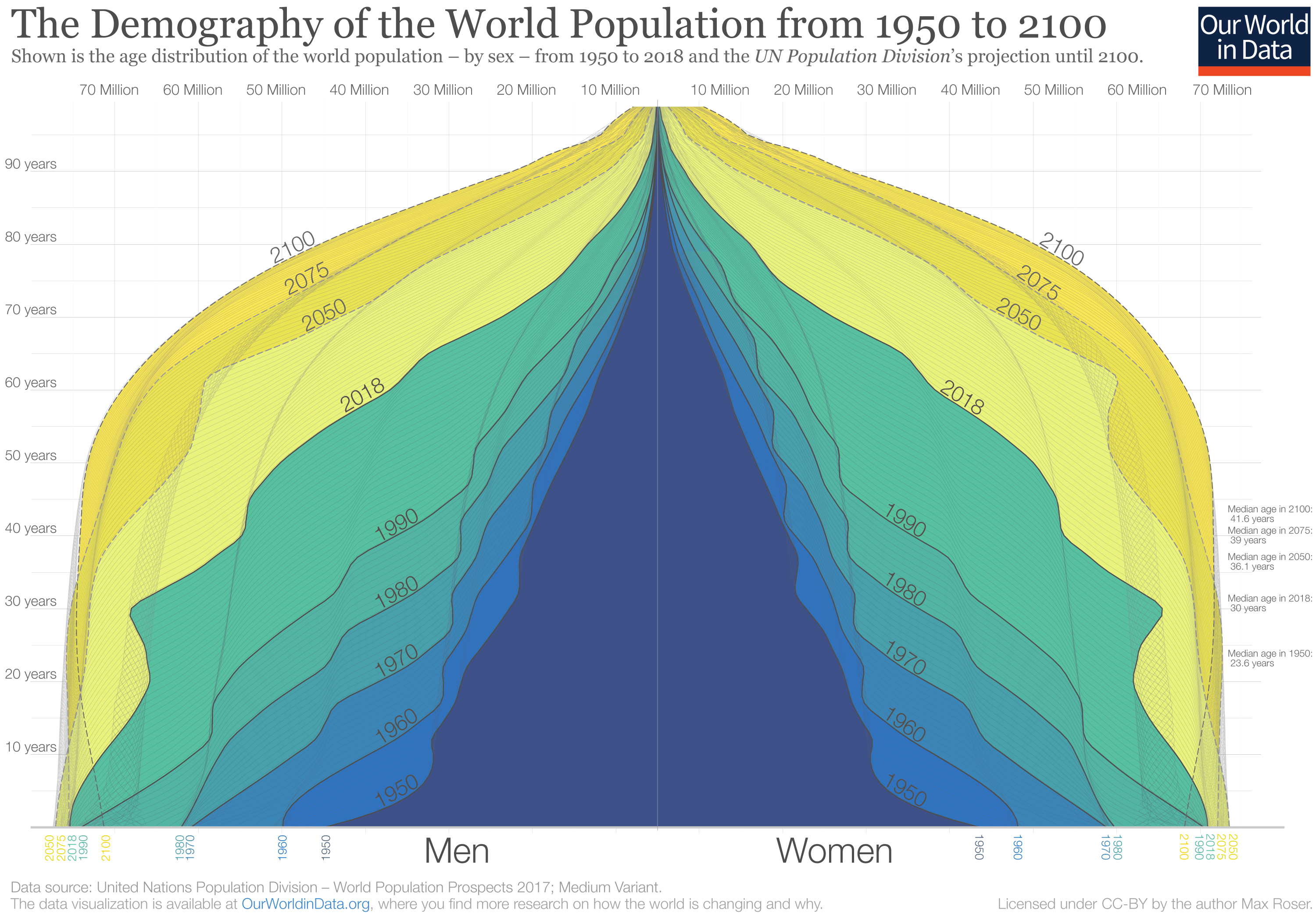
Piràmide de població estimada fins a l'any 2100, segons Nacions Unides.

L'educació és, de fet, un dels condicionants més importants de la fertilitat. Com més educació tingui una dona, més tard tendeix a tenir fills i en menys quantitat. Al mateix temps, l'esperança de vida mitjana global ha passat de 52 el 1960 a 72 el 2017. Un major interès per l'educació provoca un entorn en què disminueixen les taxes de mortalitat, que al seu torn augmenta la densitat de població. Tots aquests factors redueixen la fertilitat, igual que la transmissió cultural. L'augment de la immigració és problemàtic, mentre que poques vegades tenen èxit les polítiques que animen la gent a tenir més fills. A més, la immigració no és una opció a nivell mundial.
La meitat de la població humana vivia a les zones urbanes el 2007, i aquesta xifra es va convertir en el 55% el 2019. Si la tendència actual continua, arribarà als dos terços a mitjan segle. Una conseqüència directa de la urbanització és la caiguda de la fertilitat. A les zones rurals, els nens es poden considerar un actiu, és a dir, mà d'obra addicional. Però a les ciutats, els nens són una càrrega. A més, les dones urbanes exigeixen una major autonomia i exerceixen un major control sobre la seva fertilitat. Les Nacions Unides van estimar a mitjans de 2019 que la població humana arribaria a uns 9.700 milions per al 2050, una revisió a la baixa d'una projecció més antiga per donar compte del fet que la fertilitat ha caigut més ràpidament del que es pensava anteriorment al món en desenvolupament. La taxa de creixement anual mundial ha anat disminuint constantment des de finals del segle xx, baixant fins a l'1 per cent aproximadament el 2019. De fet, a finals de la dècada del 2010, 83 dels països del món tenien una fertilitat de substitució.

A principis i mitjans de la dècada de 2010, van néixer més nadons de mares cristianes i de qualsevol altra religió del món, cosa que reflecteix el fet que el cristianisme continuava sent la religió més popular que existia. No obstant això, van ser els musulmans els que van tenir un ritme de creixement més ràpid. Al voltant del 33% dels nadons del món van néixer de cristians que representaven el 31% de la població mundial entre el 2010 i el 2015, en comparació amb el 31% dels musulmans, la proporció de la població humana del 24%. Durant el mateix període, els religiosos no afiliats (inclosos els ateus i els agnòstics) constituïen el 16% de la població, però només van donar a llum el 10% dels nens del món.

Fills per dona (2019)
Ràtio de mortalitat infantil (2017)
Ràtio de mortalitat materna contra taxa de fecunditat (2015)
Fills per dona per PIB per capita.

## Salut

### Al·lèrgies

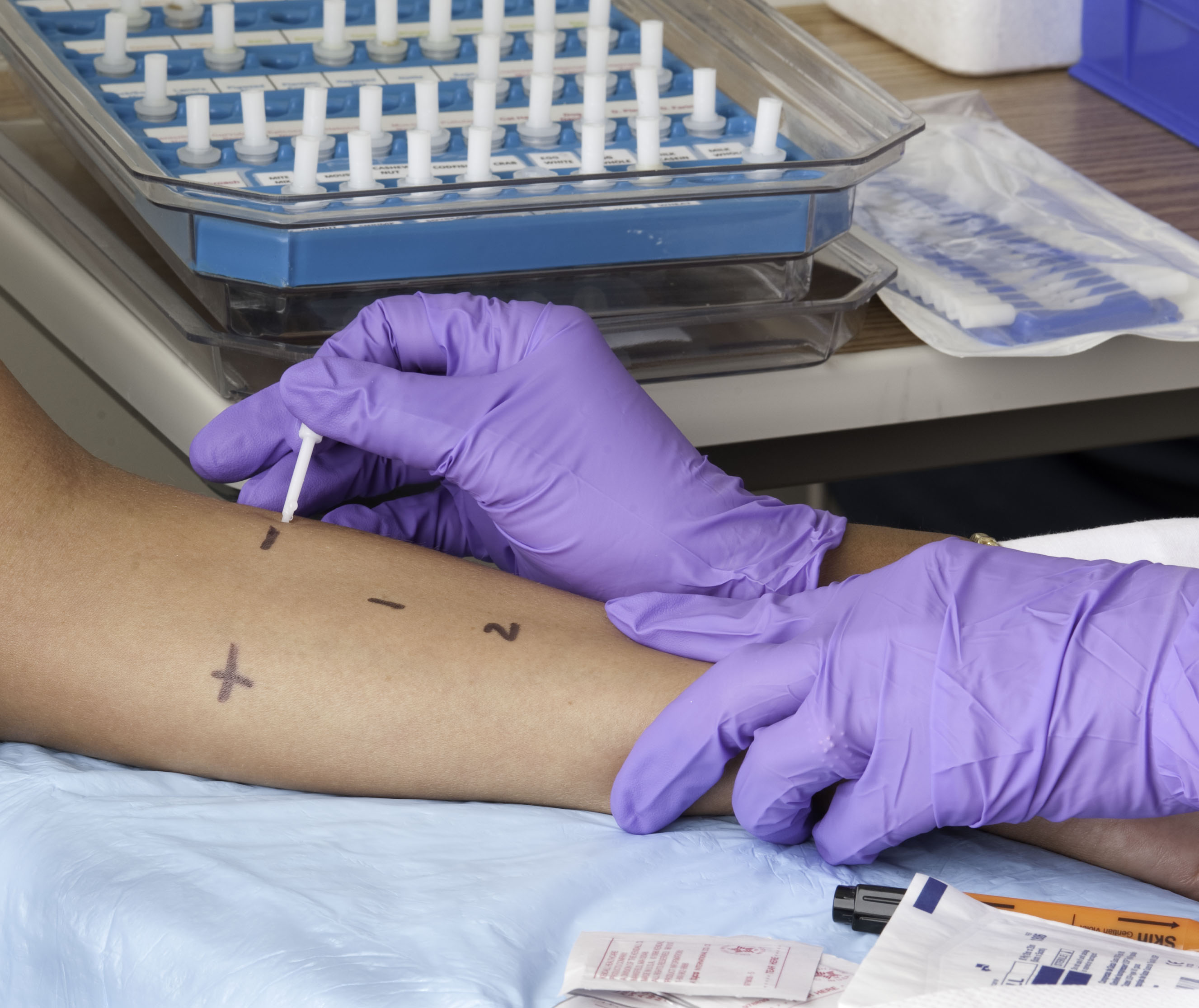
Un pacient, realitzant una prova d'al·lèrgies.

Tot i que els metges han observat al·lèrgies alimentàries des de l'antiguitat i pràcticament tots els aliments poden ser al·lergògens, les investigacions de la Mayo Clinic de Minnesota, Estats Units, van trobar que són cada vegada més freqüents des de principis de la dècada de 2000. A finals de la dècada de 2010, un de cada dotze nens nord-americans té al·lèrgia alimentària, essent el tipus més freqüent l'al·lèrgia als cacauets. Els motius d'això segueixen sent poc coneguts. Les al·lèrgies a les nous en general s'han multiplicat per quatre i les al·lèrgies als mariscs han augmentat un 40% entre el 2004 i el 2019. En total, al voltant del 36% dels nens nord-americans tenen algun tipus d'al·lèrgia. En comparació, aquest nombre entre les comunitats amish, lligats a un estil de vida rural i tradicional, a l'estat d'Indiana baixa dràsticament fins al 7%. Les al·lèrgies també han augmentat nefastament en altres països occidentals. Al Regne Unit, per exemple, el nombre de nens hospitalitzats per reaccions al·lèrgiques va augmentar en un factor de cinc entre 1990 i finals de la dècada del 2010, així com el nombre de nens britànics al·lèrgics als cacauets. En general, com més desenvolupat sigui el país, més altes són les taxes d'al·lèrgies. Les raons per a això també segueixen sent poc conegudes. Una possible explicació, recolzada pel National Institute of Allergy and Infectious Diseases, és que els pares mantenen els fills “massa nets per al seu bé”. Recomanen exposar els nadons a una varietat d'aliments potencialment al·lergògens, com la mantega de cacauet, abans d'arribar als sis mesos. D'acord amb aquesta "hipòtesi d'higiene", aquestes exposicions donen exercici al sistema immunitari del nadó, cosa que fa que sigui menys probable que reaccioni excessivament. L'evidència d'això inclou el fet que els nens que viuen a una granja són cada vegada menys propensos a ser al·lèrgics que els seus homòlegs que han crescut a la ciutat i que els nens nascuts en un país desenvolupat de pares que van emigrar de països en vies de desenvolupament són més propensos a ser al·lèrgics. que els seus pares.
Pel que fa Catalunya, l'augment també ha estat significatiu, pujant del 8,7 al 12,6% les consultes sobre al·lèrgies des de 2010, essent l'ou i la lactosa els més freqüents entre els infants i la fruita als majors de 14 anys.

### Obesitat
Un informe del Fons d'emergència infantil de les Nacions Unides (UNICEF) publicat a l'octubre de 2019 va afirmar que uns 700 milions de nens menors de cinc anys a tot el món són obesos o estan desnutrits. Tot i que hi va haver una caiguda del 40% de la desnutrició als països en desenvolupament entre el 1990 i el 2015, uns 149 milions de nens petits són massa curts per a la seva edat, cosa que dificulta el desenvolupament del cos i el cervell. El cap del programa de nutrició d'UNICEF, Victor Aguayo, va dir: "Una mare amb sobrepès o obesitat pot tenir fills que són atrofiats o amb disfuncions". Aproximadament un de cada dos joves pateix deficiències de vitamines i minerals. Només dues cinquenes parts dels nadons es donen lactància materna exclusivament, tal com recomanen els pediatres i nutricionistes, mentre que la venda de llet de fórmula va saltar un 40% a nivell mundial. Als països d'ingressos mitjans com el Brasil, la Xina i Turquia, aquesta xifra és del 75%. Tot i que l'obesitat era pràcticament inexistent als països pobres fa tres dècades, avui en dia, almenys el 10% dels nens que hi pateixen pateixen aquesta malaltia. L'informe recomana impostos sobre les begudes ensucrades i una supervisió reguladora millorada dels substituts de la llet materna i dels menjars ràpids.

### Malalties i vacunacions

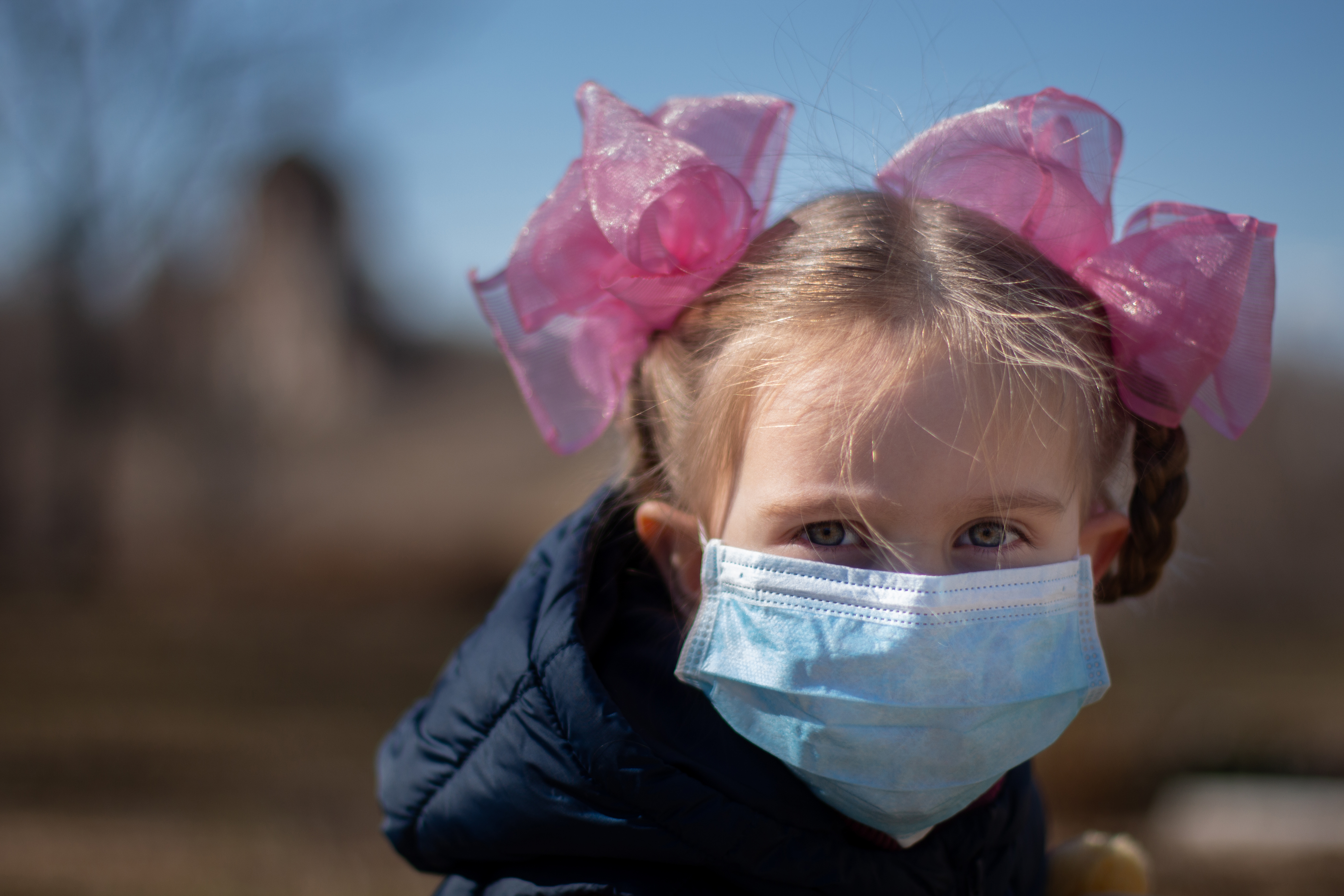
Una nena de la generació Alfa, amb mascareta durant la Pandèmia de COVID-19.

La generació Alfa ha estat la primera en néixer en una gran pandèmia mundial des de la Grip Espanyola (1918-1920), una generació que s'ha vist tancada des de curta edat a molts països on les mesures per frenar l'avanç han estat més contundents. L'Organització Mundial de la Salut (OMS) va recomanar la suspensió de les campanyes de vacunació massiva per tal de garantir el distanciament social. Desenes de països van seguir aquest consell, però alguns experts en salut pública van advertir que la suspensió d'aquests programes podia comportar greus conseqüències, especialment en els països pobres amb sistemes sanitaris febles. Per als nens d'aquests llocs, aquestes campanyes són l'única manera de vacunar-se contra diverses malalties transmissibles com la poliomielitis, el xarampió, el còlera, el virus del papil·loma i la meningitis. A més, a causa de les mesures de bloqueig, com la restricció de viatges i transports internacionals, alguns països podrien trobar-se amb pocs equips mèdics, sinó també vacunes, per tant, el SARS-CoV-2 pot causar més danys a més de les persones que infecta i mata.

## Educació
La generació Alfa, com abans ho va ser la posmilenial, està sent un repte pels educadors i educadores i els sistemes educatius tradicionals. La transformació pedagògica comporta l'ús de la tecnologia a l'aula, i també la facilitat amb la qual els joves d'aquesta generació aprenen col·laborativament en xarxa utilitzant la tecnologia mentre que els seus professors encara no han après a ensenyar d'aquesta manera, perquè corresponen a una altra generació.

## Tecnologia i comunicacions
Aquesta generació neix totes les tecnologies i concepcions del món virtual que han sorgit una mica abans que tinguessin suficient edat per usar-les. «El 81 % dels bebès ja té algun tipus de presència en Internet en complir els sis mesos d'edat». La generació Alfa és la primera que en lloc de digitalitzar les seves pràctiques analògiques, ha de fer un esforç d'adaptació per adaptar les seves pràctiques digitals quan s'enfronta a ambients analògics. «Estem enfront d'un altre tipus de nen, producte no d'una determinada concepció d'infància que tenia a cert moment la societat com era abans, sinó un nen producte d'una societat tecnològica, que per principi no és neutra».

La generació neix amb la tecnologia digital desenvolupada; és a dir, quan la generació I i les anteriors van néixer en un món analògic i van haver d'adaptar-se a les noves tecnologies i deixar més de banda l'analogia; la generació Alfa és la primera que no té referent analògic per a moltes de les seves activitats diàries. Les principals característiques de la generació Alfa, és que estan acostumats a interactuar amb els mitjans digitals directament amb les mans. 
«Els nens i joves creixen amb les tecnologies digitals de la informació i la comunicació amb naturalitat. Per a ells no són elements nous, són eines comunes i amb les quals ja han nascut. Per a un nen de dos anys tan nou és un llapis com un conte, com un video, o com una tableta tàctil».
Per a ells suposa un esforç d'adaptació quan han de fer tasques quotidianes sense connexió a internet. Les implicacions en el seu comportament són moltes: 
- Estan acostumats a una resposta immediata dels dispositius.[28]
- Donen per assegurada la connexió a internet; quan no n'hi ha, ho veuen com una mancança.
- Estan acostumats a interactuar amb els dispositius amb el cos, sense mediació d'aparells ortopèdics.[29]
- No diferencien bé entre públic i privat, acostumen a socialitzar tots els aspectes de la seva vida.
- Estan acostumats a treballar en xarxa de forma col·laborativa. Repliquen aquest comportament al món desconnectat.[30][31]